# Třebůvka
Die Třebůvka (deutsch Mährische Triebe) ist ein rechter Nebenfluss der March in Tschechien.
Sie entspringt in der Böhmisch-Mährischen Höhe zwischen Křenov und Dlouhá Loučka. An ihren Lauf nach Norden liegen die Orte Útěchov, Boršov und Moravská Třebová, wo sich im Tal eine Vielzahl von Bächen vereint und links zufließt. 
In Moravská Třebová ändert die Třebůvka ihre Richtung nach Osten, dann Süden und fließt über Linhartice, Radkov, Rozstání nach Městečko Trnávka. Bei Plechtinec, wo der Fluss wieder ostwärts verläuft, mündet die Jevíčka ein. Über Pěčíkov, Vranová Lhota, Kozov, Bezděkov nad Třebůvkou, Jeřmaň, Vlčice und Loštice verläuft ihr Kurs nun nach Nordost bis Moravičany, wo die Třebůvka nach 48 km in die March mündet.

## Zuflüsse
- Jevíčka (l) bei Plechtinec
- Podhrádek (l) in Loštice